# شیپلی، داربی‌شر
شیپلی (به انگلیسی: Shipley) یک روستا و محله مدنی در بریتانیا است که در دره امبر واقع شده‌است. شیپلی ۷۱۰ نفر جمعیت دارد.